# Bert Acosta
Bertrand Blanchard Acosta (1 de janeiro de 1895 – 1 de setembro de 1954) foi um aviador recordista. Juntamente com Clarence D. Chamberlin, ele estabeleceu um recorde de resistência de 51 horas, 11 minutos e 25 segundos no ar. Mais tarde, ele voou na Guerra Civil Espanhola, no Esquadrilha Yankee. Ele era conhecido como o "bad boy do ar". Recebeu várias multas e suspensões por realizar acrobacias aéreas como voar de baixo de pontes ou voar muito perto de edifícios.